# Tennis Borussia Berlin
El Tennis Borussia Berlin és un club de futbol alemany de la ciutat de Berlín.

## Història
El club fou creat el 9 d'abril de 2002 amb el nom Berliner Tennis- und Ping-Pong-Gesellschaft Borussia. Com indica el seu nom, originàriament el club practicava el tennis i el ping-pong. Borussia és el nom llatinitzat per referir-se a Prússia, essent utilitzat per molts clubs esportius d'aquest antic estat. El 1903 creà una secció de futbol, la qual ràpidament rivalitzà amb un altre club de la ciutat, el Hertha BSC. El 1913 el club canvià el nom a Berliner Tennis Club Borussia. Guanyà el primer campionat regionl el 1932 a la Oberliga Berlin-Brandenburg, repetint el 1941, en derrotar el Hertha (8-2), a la Gauliga Berlin-Brandenburg.
Després de la II Guerra Mundial i inicis de la dècada de 1950, el club esdevingué el més important de la ciutat, això no obstant, no fou escollit per disputar la Bundesliga, quan aquesta fou creada el 1963. Jugà a la Segona Divisió durant les dècades de 1960 i 1970, excepte dues breus estades a la Bundesliga les temporades 1974-75 i 1976-77. La major part dels 80 es passà a la Tercera Divisió, a l'Oberliga Berlin. El 1997-98 aconseguí ascendir a la 2. Bundesliga, després de guanyar la Regionalliga Nordost. Però l'any 2000 patí problemes econòmics i se li retirà la llicència professional, essent descendit a la Regionalliga Nord (III), acabant en darrera posició el 2000-01 i baixant a la NOFV-Oberliga Nord (IV).
L'any 2000 el club adoptà el nom actual Tennis Borussia Berlin. El club continuà jugant a les diferents categories regionals com la Regionalliga Nord (IV) i la NOFV-Oberliga Nord (V).

## Palmarès
- Regionalliga Berlin: (2)
  - 1965, 1974
- 2. Bundesliga Nord: (1)
  - 1975-76
- Amateur-Oberliga Berlin: (3)
  - 1982, 1985, 1991
- Regionalliga Nordost: (2)
  - 1996, 1998
- NOFV-Oberliga Nord: (2)
  - 1993, 2009
- Oberliga Berlin-Brandenburg: (1)
  - 1932
- Gauliga Berlin-Brandenburg: (1)
  - 1941
- Campionat alemany amateur: (1)
  - 1998
- Copa de Berlín: (16)
  - 1931, 1949, 1951, 1964, 1965, 1973, 1985, 1993, 1995, 1996, 1998, 2000,[3] 2002, 2005, 2006, 2008